# Пјане д'Арки-Квадрони (Кјети)
Пјане д'Арки-Квадрони (итал. Piane d'Archi-Quadroni) је насеље у Италији у округу Кјети, региону Абруцо.
Према процени из 2011. у насељу је живело 678 становника. Насеље се налази на надморској висини од 115 м.